# 葛継勇
葛 継勇（カツ・ケイユウ）は、中華人民共和国の歴史学者。鄭州大学教授。中日文化交流史、中日比較文学を専攻。

## 人物
浙江大学大学院博士課程修了、早稲田大学博士研究員、日本学術振興会外国人特別研究員を経て現職。

## 受賞
中国宋慶齢財団「孫平化日本学学術賞」二等賞、河南省哲学社会科学優秀成果三等賞。

## 日本語著書
- 葛継勇『漢詩・漢籍の文化交流史』大樟樹出版社〈新・日中文化交流史叢書〉、2019年6月。ISBN 9784909089250。
- 葛継勇・河野保博『入唐僧の求法巡礼と唐代交通』大樟樹出版社〈新・日中文化交流史叢書〉、2019年6月。ISBN 9784909089267。